# Єлизаветівка (Богданівський старостинський округ)
Єлизаве́тівка — село Бородінської селищної громади, у Болградському районі Одеської області України. Населення становить 340 осіб.

## Історія
12 червня 2020 року, відповідно до Розпорядження Кабінету Міністрів України від № 724-р «Про визначення адміністративних центрів та затвердження територій територіальних громад Одеської області», увійшло до складу Бородінської селищної територіальної громади.
19 липня 2020 року, в результаті адміністративно-територіальної реформи і ліквідації Тарутинського району, село увійшло до складу новоутвореного Болградського району.

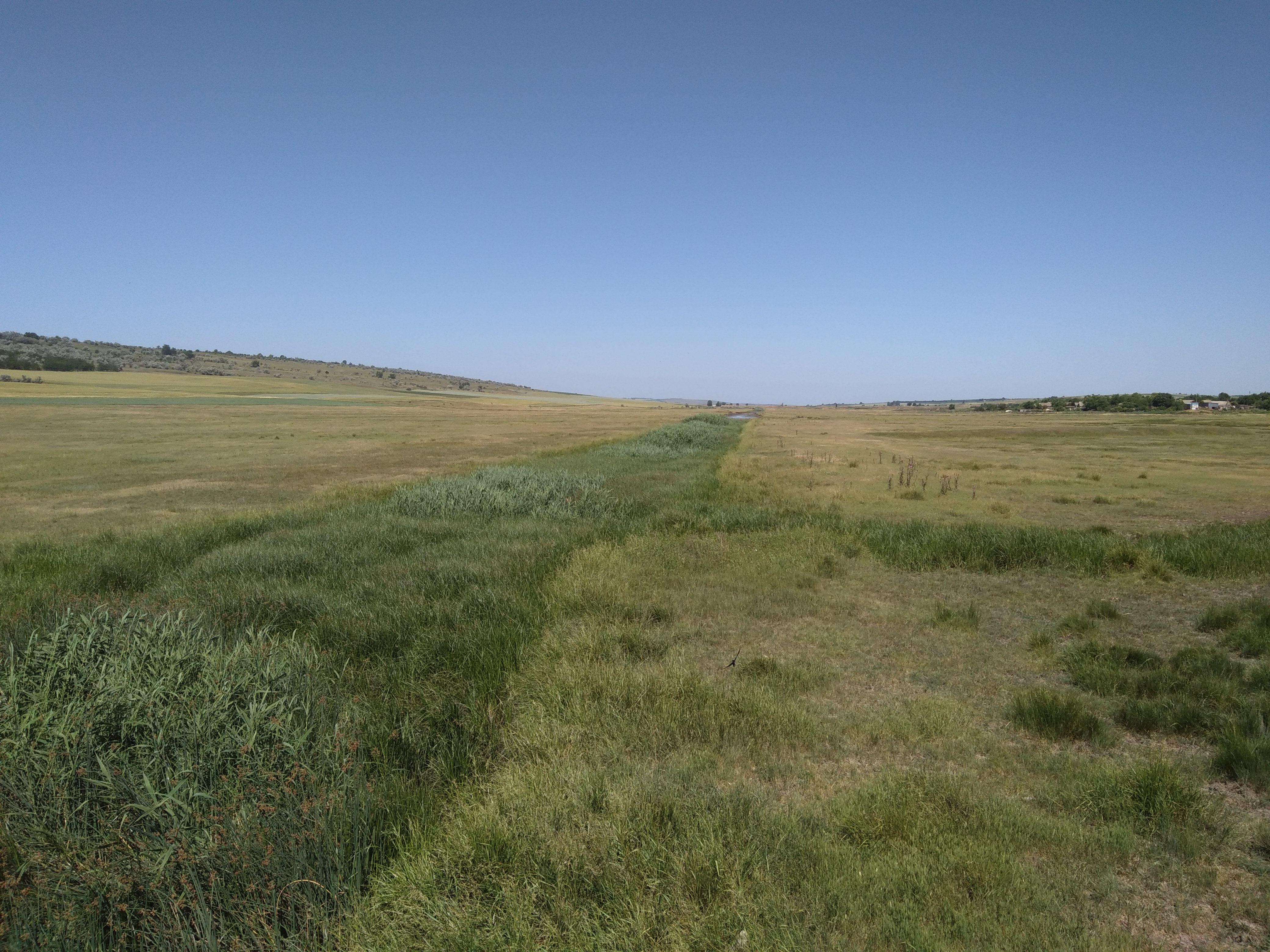
Річка Чага на краю села

## Географія
У селі річка Заколи впадає у річку Чагу.

## Населення
Згідно з переписом УРСР 1989 року чисельність наявного населення села становила 373 особи, з яких 170 чоловіків та 203 жінки.
За переписом населення України 2001 року в селі мешкало 339 осіб.

### Мова
Розподіл населення за рідною мовою за даними перепису 2001 року:
| Мова       | Відсоток |
| ---------- | -------- |
| українська | 71,47 %  |
| молдовська | 15,59 %  |
| російська  | 6,76 %   |
| болгарська | 4,71 %   |
| гагаузька  | 0,59 %   |
| циганська  | 0,29 %   |
| інші       | 0,59 %   |